# Gundelsheim (Bambergi járás)
Gundelsheim település Németországban, azon belül Bajorországban. Lakosainak száma 3670 fő (2023. december 31.).

## Népesség
A település népessége az elmúlt években az alábbi módon változott:
| Lakosok száma | 418  | 1335 | 1747 | 3325 | 3378 | 3363 | 3437 | 3494 | 3561 | 3670 |
|               | 1875 | 1970 | 1975 | 2011 | 2013 | 2014 | 2016 | 2019 | 2021 | 2023 |